# 荷尔斯泰因牛

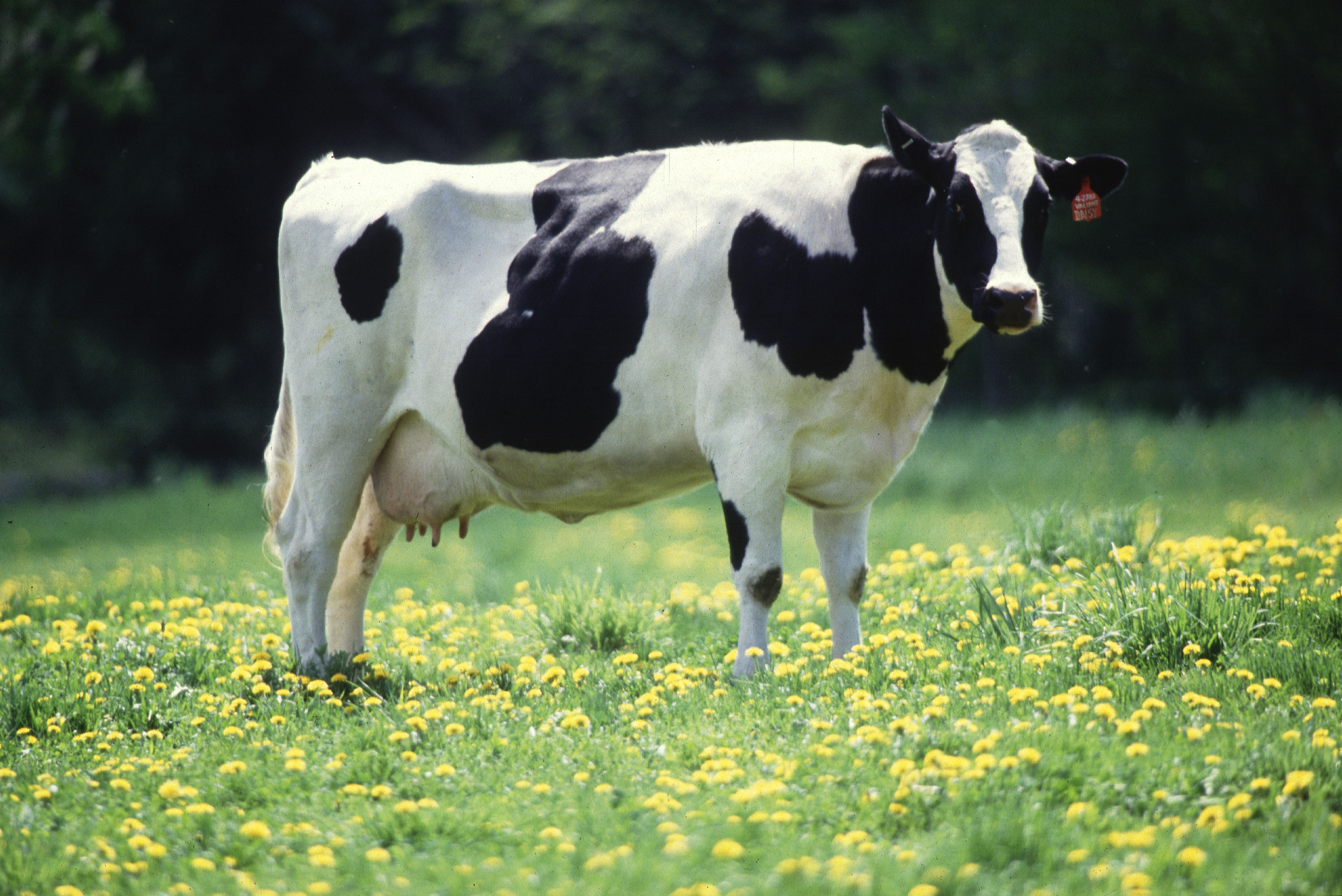
黑白斑状花纹的荷斯坦牛

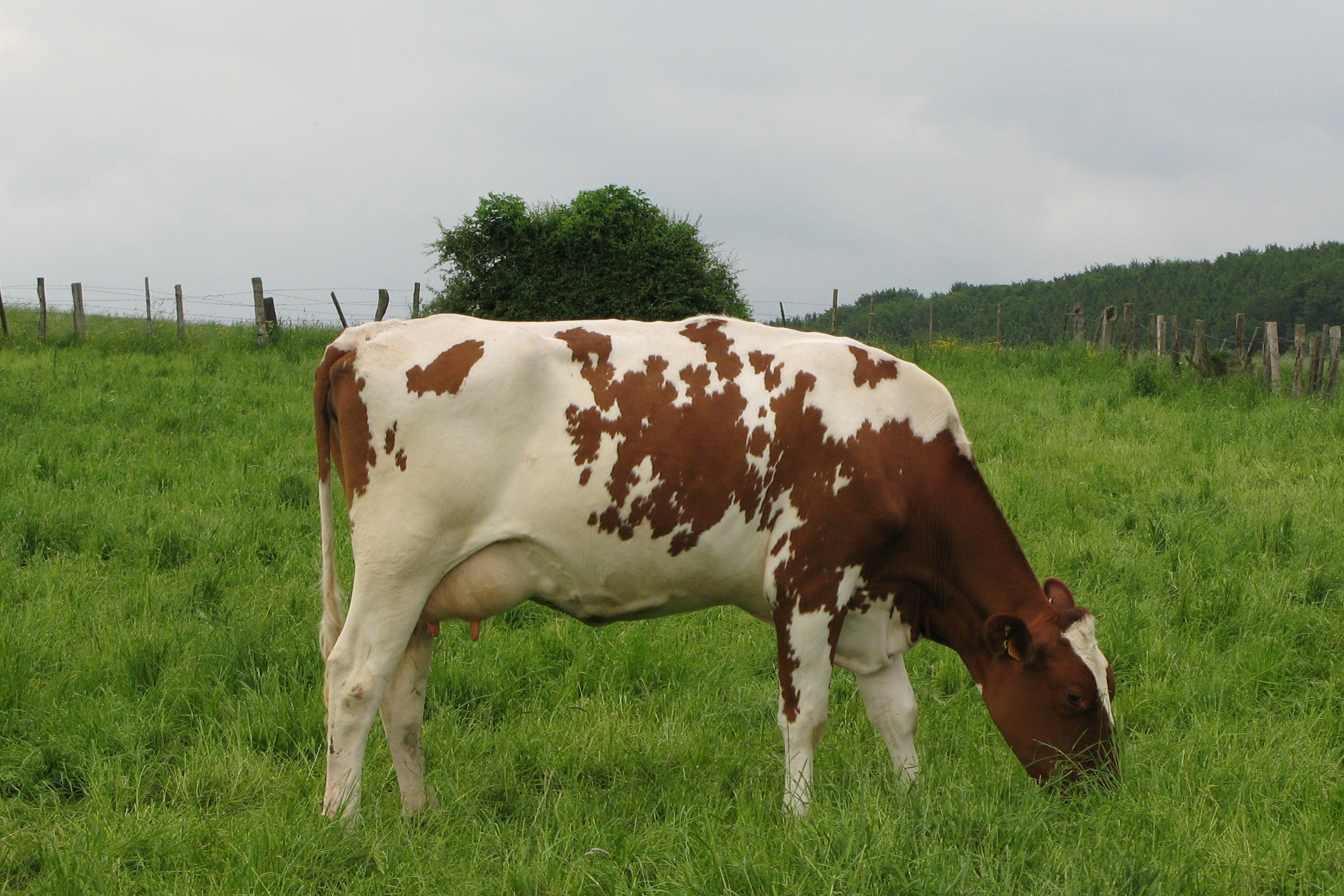
紅白斑状花纹的荷斯坦牛

荷尔斯泰因牛（Holstein）亦稱荷斯坦牛、荷斯登牛、荷蘭乳牛，是家牛的一个产奶品种。原产于德國石勒苏益格-荷尔斯泰因，现在已经遍及世界各地，身上分布着黑白斑状花纹，也有紅白斑紋的，與埃及薩卡拉墓地群4500年前壁畫有相同特徵。它是主要的奶牛品种之一，年平均产奶量可达22,530英磅（10,220）。